# Billie Rude Boy
Billie Rude Boy är en hyllningslåt till arbetarna på pappersbruket 'Billerud', beläget i Skärblacka. Låten är skriven av den svenska reggaegruppen Kalle Baah och musiken kommer ursprungligen från Bob Marley's Soul Captives. Låten släpptes som singel 2005.